# François Levantal
François Levantal (París, 14 d'octubre de 1960) és un actor francès. Ha aparegut en més de cent pel·lícules des de 1986.

## Filmografia
| Any     | Títol                                       | Paper                                 | Director                                | Notes               |
| ------- | ------------------------------------------- | ------------------------------------- | --------------------------------------- | ------------------- |
| 1983    | L'exile                                     | Guerchard                             | Bernard Ristroph                        | Telefilm            |
| 1986    | Consell de família                          |                                       | Costa-Gavras                            |                     |
| 1989    | La Révolution française                     | Romeuf                                | Robert Enrico                           |                     |
| 1989    | Les nuits révolutionnaires                  |                                       | Charles Brabant                         | Minisèrie           |
| 1992    | Llei 627                                    | Inspector                             | Bertrand Tavernier                      |                     |
| 1992    | Commissaire Moulin                          | Franck                                | Yves Rénier                             | Sèrie (1 episodi)   |
| 1993    | Flash - Der Fotoreporter                    | Dubois                                | Philippe Triboit                        | Sèrie (1 episodi)   |
| 1994    | La filla de d'Artagnan                      | Courtier                              | Bertrand Tavernier                      |                     |
| 1994    | Cognacq-Jay                                 | Henry                                 | Laurent Heynemann                       | Telefilm            |
| 1994    | 3000 scénarios contre un virus              | The man                               | Laurent Heynemann                       | Sèrie (1 episodi)   |
| 1995    | La Haine                                    | Astérix                               | Mathieu Kassovitz                       |                     |
| 1995    | The Bait                                    | Cop                                   | Bertrand Tavernier                      |                     |
| 1995    | L'instit                                    | Chastaings                            | Laurent Heynemann                       | Sèrie (1 episodi)   |
| 1995    | Chercheur d'héritiers                       | The archivist                         | Laurent Heynemann                       | Sèrie (1 episodi)   |
| 1996    | A Self Made Hero                            | Delavelle                             | Jacques Audiard                         |                     |
| 1996    | Capità Conan                                | Forgeol                               | Bertrand Tavernier                      |                     |
| 1996    | Homo automobilis                            |                                       | Vincent Mayrand                         | Curtmetratge        |
| 1996    | La poupée qui tue                           |                                       | Bruno Gantillon                         | Telefilm            |
| 1997    | Dobermann                                   | Léo                                   | Jan Kounen                              |                     |
| 1997    | On Guard                                    | The knight                            | Philippe de Broca                       |                     |
| 1997    | Assassin(s)                                 | Inspector                             | Mathieu Kassovitz                       |                     |
| 1997    | Le ciel est à nous                          | Lou                                   | Graham Guit                             |                     |
| 1997    | Shabbat Night Fever                         | Eric                                  | Vincent Cassel                          | Curtmetratge        |
| 1998    | La voie est libre                           | Xavier                                | Stéphane Clavier                        |                     |
| 1998    | Zonzon                                      | Rico                                  | Laurent Bouhnik                         |                     |
| 1998    | Le poulpe                                   | The aggressor                         | Guillaume Nicloux                       |                     |
| 1998    | L'annonce faite à Marius                    | The intern                            | Harmel Sbraire                          |                     |
| 1998    | Menhir - C'est citer                        |                                       | Hubert Koundé                           | Curtmetratge        |
| 1998    | L'histoire du samedi                        | Pierre                                | Françoise Decaux-Thomelet               | Sèrie (1 episodi)   |
| 1998    | Deux flics                                  | Captain Vanton                        | Laurent Heynemann                       | Sèrie (1 episodi)   |
| 1999    | Quasimodo d'El Paris                        | The psychopath                        | Patrick Timsit                          |                     |
| 1999    | Une vie de prince                           | Corbiau                               | Daniel Cohen                            |                     |
| 1999    | Clara qui êtes aux cieux                    | Langel                                | Pascal Demolon & Jean-François Hirsch   | Curtmetratge        |
| 1999    | Les duettistes : Une dette mortelle         | Decker                                | Alain Tasma                             | Telefilm            |
| 1999    | La crim'                                    | Saintonge's father                    | Miguel Courtois                         | Sèrie (1 episodi)   |
| 2000    | Sade                                        | Latour                                | Benoît Jacquot                          |                     |
| 2000    | Murderous Maids                             | The Gazé                              | Jean-Pierre Denis                       |                     |
| 2000    | Els rius de color porpra                    | Pathologist                           | Mathieu Kassovitz                       |                     |
| 2000    | Le sens des affaires                        | Etienne Bac                           | Guy-Philippe Bertin                     |                     |
| 2000    | Même pas mal                                |                                       | Diastème                                | Curtmetratge        |
| 2000    | Passage interdit                            | Gérard Le Sech'                       | Michaël Perrotta                        | Telefilm            |
| 2000    | Une femme d'honneur                         | Denis Frankin                         | Alain Bonnot                            | Sèrie (1 episodi)   |
| 2001    | Belphegor, Phantom of the Louvre            | Mangin                                | Jean-Paul Salomé                        |                     |
| 2001    | Beautiful Memories                          | Daniel                                | Zabou Breitman                          |                     |
| 2001    | Gregoire Moulin vs. Humanity                | The vindictive                        | Artus de Penguern                       |                     |
| 2001    | Confession d'un dragueur                    | Kovacs                                | Alain Soral                             |                     |
| 2001    | Vertiges de l'amour                         | The seller                            | Laurent Chouchan                        |                     |
| 2001    | Le nouveau big bang                         | CEO                                   | Nicolas Koretzky                        | Curtmetratge        |
| 2001    | Le barbier                                  | S.S. Officer                          | Jon Carnoy                              | Curtmetratge        |
| 2001    | La nuit du chien                            |                                       | Robin Sykes                             | Curtmetratge        |
| 2001    | Rastignac ou les ambitieux                  | Monsieur Langeais                     | Alain Tasma                             | Minisèrie           |
| 2001    | P.J.                                        | Thierry Carvenne                      | Christian Bonnet                        | Sèrie (1 episodi)   |
| 2002    | The Red Siren                               | Sorvan                                | Olivier Megaton                         |                     |
| 2002    | Gangsters                                   | Eddy Dahan                            | Olivier Marchal                         |                     |
| 2002    | Le nouveau Jean-Claude                      | Marco                                 | Didier Tronchet                         |                     |
| 2002    | La guerre à Paris                           |                                       | Yolande Zauberman                       |                     |
| 2002    | Corto Maltese - Sous le signe du capricorne |                                       | Richard Danto & Liam Saury              |                     |
| 2002    | À l'abri des regards indiscrets             | Golden-boy                            | Ruben Alves & Hugo Gélin                | Curtmetratge        |
| 2002    | L'ancien                                    |                                       | Nicky Naudé & Emmanuel Rodriguez        | Curtmetratge        |
| 2002    | Le juge est une femme                       | Paul Savary                           | Charlotte Brandström                    | Sèrie (1 episodi)   |
| 2002-04 | Avocats & associés                          | Nicolas Foucault                      | Alexandre Pidoux, Philippe Triboit, ... | Sèrie (26 episodis) |
| 2003    | 24 hores al límit                           | Bob Cramer                            | Louis-Pascal Couvelaire                 |                     |
| 2003    | Mauvais esprit                              | Freddy                                | Patrick Alessandrin                     |                     |
| 2003    | Le veilleur                                 |                                       | Frédéric Brival                         |                     |
| 2003    | À cran                                      | Pelletier                             | Alain Tasma                             | Telefilm            |
| 2003    | Les enquêtes d'Éloïse Rome                  | Peter Mateos                          | Christophe Douchand                     | Sèrie (1 episodi)   |
| 2004    | Llarg diumenge de festeig                   | Gaston Thouvenel                      | Jean-Pierre Jeunet                      |                     |
| 2004    | Blueberry: L'experiència secreta            | Pete                                  | Jan Kounen                              |                     |
| 2004    | Narco                                       | The twins's father                    | Tristan Aurouet & Gilles Lellouche      |                     |
| 2004    | Nos amis les flics                          | Gégé                                  | Bob Swaim                               |                     |
| 2004    | Transit                                     |                                       | Julien Leclercq                         | Curtmetratge        |
| 2004    | La chepor                                   | BCBG                                  | David Tessier                           | Curtmetratge        |
| 2004    | À cran, deux ans après                      | Pelletier                             | Alain Tasma                             | Telefilm            |
| 2005    | Love Is in the Air                          | The Sydney passenger                  | Rémi Bezançon                           |                     |
| 2005    | Burnt Out                                   | Jean                                  | Fabienne Godet                          |                     |
| 2005    | L'amour aux trousses                        | Carlos                                | Philippe de Chauveron                   |                     |
| 2005    | Nèg maron                                   | Marcus                                | Jean-Claude Flamand-Barny               |                     |
| 2005    | L'antidote                                  | Pierre Verneuil                       | Vincent De Brus                         |                     |
| 2005    | La battante                                 | Denis Pasco                           | Didier Albert                           | Minisèrie           |
| 2006    | Camping                                     | Boyer                                 | Fabien Onteniente                       |                     |
| 2006    | Xaitan                                      | The pumpman / surgeon                 | Kim Chapiron                            |                     |
| 2006    | L'entente cordiale                          | Jean-Éric Berthaud                    | Vincent De Brus                         |                     |
| 2006    | Demain la veille                            | The jailer                            | Julien Lecat & Sylvain Pioutaz          | Curtmetratge        |
| 2006    | L'affaire Pierre Chanal                     | Pierre Chanal                         | Patrick Poubel                          | Telefilm            |
| 2006    | David Nolande                               | Verbeck                               | Nicolas Cuche                           | Sèrie (1 episodi)   |
| 2007    | L'île aux trésors                           | Ben Gunn                              | Alain Berbérian                         |                     |
| 2007    | La lance de la destinée                     | Herard                                | Dennis Berry                            | Minisèrie           |
| 2007    | Élodie Bradford                             | François Forcalquier                  | Olivier Guignard                        | Sèrie (1 episodi)   |
| 2007    | Les Bleus                                   | Boris Lukacs                          | Patrick Poubel                          | Sèrie (2 episodis)  |
| 2007-10 | Sur le fil                                  | Commandant Philippe Munoz             | Frédéric Berthe & Bruno Garcia          | Sèrie (18 episodis) |
| 2008    | Dante 01                                    | Lazare                                | Marc Caro                               |                     |
| 2008    | Orange Juice                                | Charles                               | Ronan Moucheboeuf                       | Curtmetratge        |
| 2008    | La mort n'oublie personne                   | Schots                                | Laurent Heynemann                       | Telefilm            |
| 2009    | Black                                       | Degrand                               | Pierre Laffargue                        |                     |
| 2009    | Lascars                                     | Judge Santiepi                        | Emmanuel Klotz & Albert Pereira-Lazaro  |                     |
| 2009    | Vendetta                                    | JB                                    | Patrick Bossard                         | Curtmetratge        |
| 2009    | Cartouche, le brigand magnifique            | D'Argenson                            | Henri Helman                            | Telefilm            |
| 2009    | Kaamelott                                   | Publius Servius Capito                | Alexandre Astier                        | Sèrie (6 episodis)  |
| 2010    | Proie                                       | Nicolas                               | Antoine Blossier                        |                     |
| 2010    | Vivre, jusqu'au bout...                     | Stephen                               | Vincent Plaidy                          | Curtmetratge        |
| 2010    | Les bons tuyaux                             | Louis Skelington                      | Olivier Riffard                         | Curtmetratge        |
| 2011    | A Gang Story                                | Joan Chavez                           | Olivier Marchal                         |                     |
| 2011    | L'Élève Ducobu                              | Pension Professor                     | Philippe de Chauveron                   |                     |
| 2011    | Enfant de la partie                         | Coach                                 | Kim Chapiron                            | Curtmetratge        |
| 2011    | Ni vu, ni connu                             | Oscar Merini                          | Christophe Douchand                     | Telefilm            |
| 2011    | Braquo                                      | Aymeric Gauthier Dantin               | Philippe Haïm & Eric Valette            | Sèrie (8 episodis)  |
| 2012    | Porn in the Hood                            | The sex-shop seller                   | Franck Gastambide                       |                     |
| 2012    | Peter                                       | Captain Hook                          | Nicolas Duval                           | Curtmetratge        |
| 2012    | Pari                                        | Photographer                          | Jovanka Sopalovic                       | Curtmetratge        |
| 2012    | Foot Lose                                   | Gérard Girardetti                     | Charles Meurisse                        | Sèrie (1 episodi)   |
| 2013    | Les invincibles                             | The dentist                           | Frédéric Berthe                         |                     |
| 2013    | Quarante                                    | Xavier                                |                                         | Curtmetratge        |
| 2013    | Les petits joueurs                          |                                       | Guillaume Breton                        | Curtmetratge        |
| 2013    | Julie Lescaut                               | Alexandre Staniak                     | René Manzor                             | Sèrie (1 episodi)   |
| 2013-16 | Les Kassos                                  | Various                               | Alexis Beaumont, Julien Daubas, ...     | Sèrie (21 episodis) |
| 2014    | Les Francis                                 | Captain Boullont                      | Fabrice Begotti                         |                     |
| 2014    | Murders at Rouen                            | François                              | Christian Bonnet                        | Telefilm            |
| 2014    | La petite histoire de France                | Philippe Honoré de Roche Saint-Pierre | Jonathan Barré                          | Sèrie (1 episodi)   |
| 2016    | Raid dingue                                 | Patrick Legrand                       | Dany Boon                               |                     |
| 2021    | Big Bug                                     |                                       | Jean-Pierre Jeunet                      |                     |

## Teatre
| Any     | Títol       | Autor          | Director            | Notes                   |
| ------- | ----------- | -------------- | ------------------- | ----------------------- |
| 1985    | Els ocells  | Aristòfanes    | Jean-Louis Barrault | Théâtre Renaud-Barrault |
| 2010    | La Médaille | Lydie Salvayre | Zabou Breitman      | Théâtre du Rond-Point   |
| 2014-15 | Le Placard  | Francis Veber  | Francis Veber       | Théâtre des Nouveautés  |

## Videoclips
| Any  | Cançó             | Artista       | Director                        |
| ---- | ----------------- | ------------- | ------------------------------- |
| 2002 | Danser            | TTC           | Kim Chapiron                    |
| 2011 | Disque De Lumière | Rockin' Squat | Mohamed Mazouz & Mathias Cassel |